# Stejanovci
Stejanovci (Стејановци) település Szerbiában, a Vajdaságban, a Szerémségi körzetben, Ruma községben.

## Demográfiai változások
| 1948 | 1953 | 1961 | 1971 | 1981 | 1991 | 2002 |
| ---- | ---- | ---- | ---- | ---- | ---- | ---- |
| 901  | 919  | 1061 | 1004 | 964  | 976  | 1020 |